# Cratere Danel
Danel è un cratere sulla superficie di Ganimede.